# جيد هوبر
جيد هوبر (بالإنجليزية: Jade Hopper)‏ وهي لاعبة كرة مضرب أسترالية ولدت في يوم 13 يوليو 1991 في مدينة ملبورن في أستراليا بدأت الاحتراف في التنس في 2011 وحالياً تحتل التصنيف 488 وفي 2011 شاركت في بطولة أستراليا المفتوحة للتنس في عام 2011، حيث احتلت التصنيف 174.

## روابط خارجية
- جيد هوبر على موقع رابطة محترفات التنس (الإنجليزية)
- جيد هوبر على موقع الاتحاد الدولي لكرة المضرب (الإنجليزية)
- جيد هوبر على موقع اتحاد التنس الأسترالي (الإنجليزية)
- جيد هوبر على موقع إي إس بي إن.كوم (الإنجليزية)